# Mistrzostwa Afryki w Biegach Przełajowych 2014
3. Mistrzostwa Afryki w Biegach Przełajowych – zawody lekkoatletyczne w biegach przełajowych, które odbyły się 16 marca 2014 w Kampali w Ugandzie.

## Rezultaty

### Mężczyźni
| Konkurencja:         | 1. miejsce                                                                  | Rezultat | 2. miejsce                                                                   | Rezultat | 3. miejsce                                                                  | Rezultat |
| Seniorzy – 12 km     | Leonard Barsoton                                                            | 34:27    | Cornelius Kangogo                                                            | 34:57    | Philemon Rono                                                               | 35:02    |
| Seniorzy – Drużynowo | Kenia · Leonard Barsoton · Cornelius Kangogo · Philemon Rono · Solomon Yego | 10 pkt.  | Uganda · Moses Kibet · Thomas Ayeko · Moses Kipsiro · Daniel Rotich          | 37 pkt.  | Etiopia · Atalay Yirsaw · Seboka Nigusse · Gemechu Edeo · Muhajr Haredin    | 52 pkt.  |
| Juniorzy – 8 km      | Moses Mukono                                                                | 22:37    | Andrew Lorot                                                                 | 22:51    | Berhane Afewerki                                                            | 22:57    |
| Juniorzy – Drużynowo | Kenia · Moses Mukono · Andrew Lotot · John Langat · Hillary Langat          | 12 pkt.  | Erytrea · Berhane Afewerki · Abraham Habte · Habtom Welday · Berhane Amanuel | 32 pkt.  | Etiopia · Hayato Hasin · Asfaha Teshome · Mogos Tuemay · Hailemariyam Amare | 54 pkt.  |

### Kobiety
| Konkurencja:         | 1. miejsce                                                                        | Rezultat | 2. miejsce                                                             | Rezultat | 3. miejsce                                                                        | Rezultat |
| Seniorki – 8 km      | Faith Kipyegon                                                                    | 25:34    | Janet Kisa                                                             | 25:42    | Alice Nawowuna                                                                    | 25:47    |
| Seniorki – Drużynowo | Kenia · Faith Kipyegon · Janet Kisa · Alice Nawowuna · Edith Chelimo              | 10 pkt.  | Etiopia · Tadelech Bekele · Yeshaneh Ababel · Ruti Aga · Shito Wudessa | 29 pkt.  | Uganda · Linet Chebet · Nancy Cheptegei · Phanice Chemutai · Rebecca Cheptegei    | 57 pkt.  |
| Juniorki – 6 km      | Agnes Tirop Chebet                                                                | 18:51    | Alemitu Heroye                                                         | 19:05    | Nancy Nzisa                                                                       | 19:17    |
| Juniorki – Drużynowo | Kenia · Agnes Tirop Chebet · Nancy Nzisa · Rosefline Chepngetich · Lilian Rengruk | 13 pkt.  | Etiopia · Alemitu Heroye · Alemitu Hawi · Fotyen Tesfay · Shure Demise | 28 pkt.  | Uganda · Stella Chesang · Phanice Chemutai · Patricia Chekwemoi · Karen Chekwemoi | 55 pkt.  |